# Ring Road (Afghanistan)

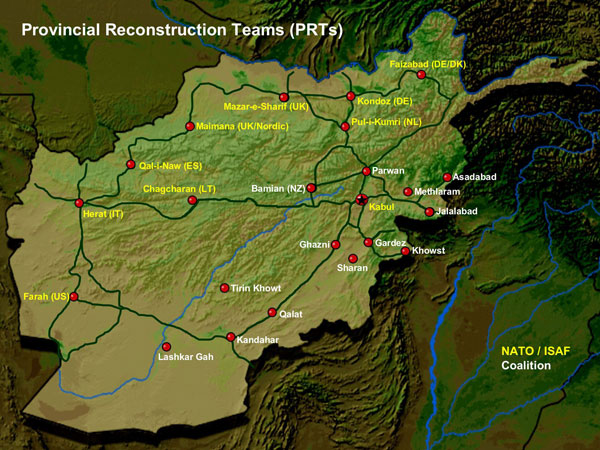
Fernstraßensystem Afghanistans

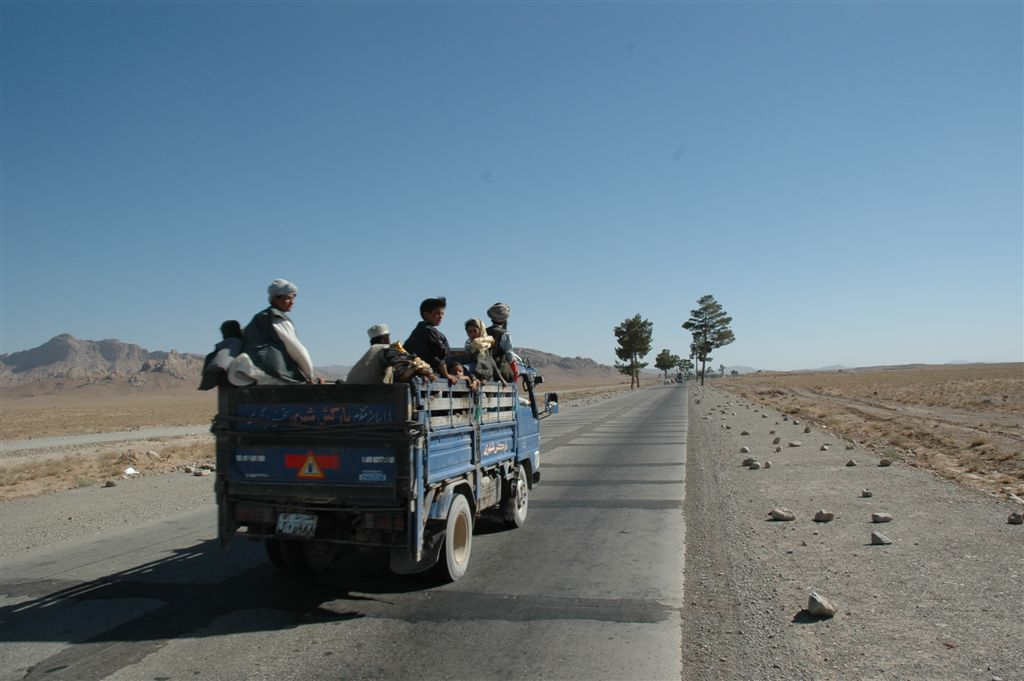
Auf der Ring Road zwischen Kandahar und Herat, Januar 2007

Die Ring Road (persisch شاهراه حلقوی افغانستان, DMG šahrāh-i ḥalqawī-yi Afġānistān, ‚Fernstraßenring von Afghanistan‘) ist ein ringförmiges Netz von Fernstraßen in Afghanistan. Sie ist 2200 Kilometer lang und verbindet viele afghanische Städte. 

## Verlauf
Die A1, die zum afghanischen Abschnitt der internationalen AH1 gehört, verläuft vom Chaiber-Pass, an der Grenze zu Pakistan, nach Dschalalabad und Kabul. Ab Kabul ist die A1 ein Teil der Ring Road. Die nächsten größeren Orte auf der A1 sind Ghazni, Qalat-i-Ghilzai, Kandahar, Farah und Herat. Bei Herat trennen sich die A1 und die Ring Road. Die A1 führt nach Maschhad im Iran, während die Ring Road weiter auf der A76 nach Qala-i-Naw, Maimana, Mazār-i Scharif, Pol-e Chomri, über den Salangpass nach Tscharikar und zurück nach Kabul führt.